# Cantonul Boos
Cantonul Boos este un canton din arondismentul Rouen, departamentul Seine-Maritime, regiunea Haute-Normandie, Franța.

## Comune
| Comune                              | Populație (1999) | Cod poștal | Cod INSEE |
| ----------------------------------- | ---------------- | ---------- | --------- |
| Amfreville-la-Mi-Voie               | 2 869            | 76920      | 76005     |
| Les Authieux-sur-le-Port-Saint-Ouen | 1 174            | 76520      | 76039     |
| Belbeuf                             | 2 032            | 76240      | 76069     |
| Bonsecours                          | 6 853            | 76240      | 76103     |
| Boos                                | 2 870            | 76520      | 76116     |
| Fresne-le-Plan                      | 456              | 76520      | 76285     |
| Gouy                                | 794              | 76520      | 76313     |
| Le Mesnil-Esnard                    | 6 486            | 76240      | 76429     |
| Mesnil-Raoul                        | 725              | 76520      | 76434     |
| Montmain                            | 1 416            | 76520      | 76448     |
| La Neuville-Chant-d'Oisel           | 1 751            | 76520      | 76464     |
| Franqueville-Saint-Pierre           | 5 099            | 76520      | 76475     |
| Quévreville-la-Poterie              | 987              | 76520      | 76514     |
| Saint-Aubin-Celloville              | 1 015            | 76520      | 76558     |
| Ymare                               | 1 040            | 76520      | 76753     |